# Gemerská Hôrka
Gemerská Hôrka este o comună slovacă, aflată în districtul Rožňava din regiunea Košice. Localitatea se află la altitudinea de 219 m deasupra n.m., se întinde pe o suprafață de 12,79 km2 și în 2017 număra 1.309 locuitori.

## Istoric
Localitatea Gemerská Hôrka este atestată documentar din 1413.

## Demografie
| An:                | 1994 | 2004   | 2014   | 2024   |
| ------------------ | ---- | ------ | ------ | ------ |
| Număr de persoane: | 1284 | 1334   | 1319   | 1266   |
| Diferență:         |      | +3,89% | −1,12% | −4,01% |

| An:                | 2023 | 2024   |
| ------------------ | ---- | ------ |
| Număr de persoane: | 1272 | 1266   |
| Diferență:         |      | −0,47% |